# 파크시스템스
파크시스템스(Park Systems Corp.)는 원자현미경을 개발, 생산, 판매하는 대한민국 나노계측기기 전문 기업이다.
경기도 수원시 광교에 본사가 있고 미국, 일본, 싱가포르, 독일에 현지법인이 있으며, 대만, 중국, 멕시코, 프랑스, 영국에 연락사무소와 전세계 28여 개 판매망을 갖추고 있다.

## 회사 개요
주력 제품인 원자현미경(Atomic Force Microscope)은 시료의 형상과 물성을 나노미터 수준에서 측정•분석이 가능한 장비로, 폴리머, 그라핀과 같은 나노계측이 필요한 연구 분야뿐만 아니라 배터리, 소재, 화학, IT 디바이스, 반도체 등 산업분야의 제품개발과 관리, 생산공정에 도입되는 필수적 계측장비로 자리 잡고 있다. 
2017년 매출액은 전년 대비 34% 증가한 329억 원의 실적을 기록했다. 2018년 매출액은 전년 대비 27% 증가한 418억 원, 2019년에는 전년 대비 24% 증가한 517억 원을 기록하며 꾸준한 성장세를 보이고 있다.
2020년에는 전년 대비 37% 증가한 712억 원을 기록하고 이듬해 2021년에는 852억 원을 기록, 전년 대비 35%의 성장세를 보이며 매년 최고 매출액을 경신해 나가고 있다.

## 역사
원자현미경을 세계 최초로 개발한 미국 Standford University 물리학과 켈빈 퀘이트(Calvin F. Quate) 교수 연구실 출신의 박 대표는 미국에서 박사학위를 받은 후 실험실에서 개발한 원자현미경을 제품화하기 위해 세계 최초의 원자현미경 회사 Park Scientific Instruments(PSI)를 1988년 미국에서 창업했다. 이후 박 대표는 PSI를 전형적인 실리콘밸리 벤처기업으로 성공시킨 후 1997년 PSI를 매각하고 한국에 돌아와 PSIA(주)(현, 파크시스템스)를 설립했다. 1997년 7월 기업부설연구소를 세웠고, 이듬해 7월 벤처기업으로 지정받았다.
2002년 2월 차세대 원자현미경 XE-100을 출시한 뒤, 이듬해 4월 미국현지법인 PSIA Inc.를 설립했다. 2003년 5월 과학기술부가 주관한 핵심기술개발사업(Nano)에 선정되었고, 10월에는 유럽 CE Mark를 획득했다. 2004년 3월 과학기술부 주관 ‘IR52 장영실상’을 수상했다. 2005년 1월 ‘원자현미경 기술’이 ‘2004년 대한민국 10대 신기술’에 선정되었다. 2005년 10월에 벤처기업대상 철탑산업훈장을 수훈했다. 12월에는 XE-HDD 개발을 완료하고 SAE사에 납품했다. 2006년 1월 ‘xy축과 z축의 분리 구조를 갖는 원자현미경’으로 NEP(신제품인증서)를 획득했다.
2007년 1월 일본현지법인 Park Systems Japan Inc.을 세웠다. 같은 해 4월 회사명을 PSIA(주)에서 (주)파크시스템스(Park Systems)로 변경했다. 12월 지식경제부로부터 '세계일류상품 생산기업'으로 선정되었다. 2008년 2월 XE-3DM의 개발을 완료하고 일본 TDK사에 납품했다. 2009년 6월 '피터 드러커(Peter Ferdinand Drucker) 중소기업 최우수 혁신상'을 수상했다.
2010년 1월 (주)파크시스템스의 ‘산업용 원자현미경 기술’이 국가핵심기술 제2010-11호로 지정되었다. 11월 한국수출입은행에 의해 ‘히든챔피언 육성대상기업’으로 선정됐다. 같은 해 12월에는 '대한민국 10대 신기술상(XE-3DM 기술)' 및 '대한민국 기술대상 은상(XE-3DM 기술)'을 수상했다.
2011년 11월 차세대 자동화 원자현미경 NX10을 출시했다. 2012년 8월 싱가포르 현지법인 Park Systems Pte. Ltd.를 세우고, 11월에는 차세대 자동화 대면적 원자현미경 NX20을 출시했다. 이듬해 11월에는 Full automation 산업용 원자현미경 NX-HDM을 선보였다.
2015년 12월에 코스닥 시장에 상장했다. 2016년 7월 글로벌 비즈니스 컨설팅 기업 Frost & Sullivan으로부터 '2016 글로벌 혁신기술 최우수 선도기업 상(2016 Global Enabling Technology Leadership Award)'을 수상했다. 이듬해 2017년 3월에는 유럽 현지법인을 설립하는 한편, 10월 경기도에서 선정한 "2017년 경기도 유망중소기업'에 선정되었으며 12월에는 제14회 대한민국 신성장 경영대상 '매경미디어그룹 회장상'을 수상했다.
2018년에는 한국거래소가 선정한 코스닥 라이징 스타를 시작으로 제10회 대한민국코스닥대상 최우수테크노기업상 수상, 11월에 과학기술정보통신부와 산업통상자원부 주최 나노융합성과전에서 '2018년 10대 나노 기술'에 선정되었다. 같은 달 중국 베이징 사무실 개소식을 가졌다. 12월에는 IT 매거진 CIO Review가 선정한 ‘2018년 최고 유망 반도체 기술 솔루션’ 상위 20대 업체에 선정되었다.
2019년 7월에는 나노코리아 2019 어워드에서 '30nm 이하 나노소자 측정이 가능한 반도체 인라인용 3D 원자현미경’ 연구를 통해 나노산업기술상 부문 최고상인 국무총리상을 수상하는 한편, 11월에는 중소기업중앙회와 서울경제신문이 공동주최한 ‘2019 행복한 중기경영대상’ 시상식에서 대상인 경제부총리상을 수상했다. 이어 12월에는 중소벤처기업부가 시행하는「소재·부품·장비 강소기업100프로젝트(강소기업100)」 강소기업55개사에 최종선정 되었으며, 같은 달 중순에는 고용노동부가 주관하는 '2020년 청년 친화 강소기업'에 2년 연속 선정되었다.
이듬해 2020년 6월에는 새로운 영국 사무소(Park Systems UK) 설립을 발표하는 한편, 큐더스IR연구소가 발표한 '2019 IR신뢰지표'에서 신뢰성, 적극성, 공정성 3개 부문 '종합우수'기업에 선정 됐다. 7월 들어서는,한국거래소가 주관하는 2020년 코스닥 라이징스타에 지난 2018년부터 3년 연속 선정되었다. 이어 12월에는 코스닥협회가 주관하는 제12회 대한민국코스닥대상 대상인 중소벤처기업부 장관상을 수상했다.
2021년 6월에는 한국거래소 주관, '2021년 코스닥 라이징스타'에 4년 연속 선정되었다.
2021년 6월 자동화 기능이 강화된 새로운 차원 원자현미경 Park FX40를 출시하고, 같은 해 11월에는 WLI와 AFM 기술을 하나의 장비로 통합한 세계 최초의 하이브리드 장비인 Park NX-Hybrid WLI를 출시했다. 
2022년 9월 파크시스템스는 ISE(이미징 분광 타원계측계) 및 제진대 개발·생산 전문 독일기업인 '아큐리온GmbH(Accurion GmbH)'를 인수했으며, 미국 메사추세츠주 벌링턴에 동부지역 원자현미경 응용기술연구소를 개설했다. 

## 주요제품

### 연구용 제품
1.1 Small Sample AFM
   1.1.1 Park NX-Hivac: 결함분석을 위한 고진공 원자현미경(AFM) 
   1.1.2 Park NX10: 검증된 정확성과 사용자 편의성을 갖춘 연구용 원자현미경
   1.1.3 Park NX12: 분석화학 연구자 및 공용 연구 시설 등을 위한 다용도 현미경 플랫폼
   1.1.4 Park XE7: 과학기술 연구에 적합하며 비용효율이 뛰어난 원자현미경 
1.2 Large Sample AFM
   1.2.1 Park NX20 300mm: 300mm 웨이퍼 측정 및 분석을 위한 자동화 나노 측정 장비 
   1.2.2 Park NX20: 다용도의 뛰어난 성능과 사용자 편의성을 갖춘 대형 샘플용 원자현미경 
   1.2.3 Park XE15: 고성능의 비용효율적인 대형 샘플용 원자현미경

### 산업용 제품
2.1 Automated AFM
   2.1.1 Park 3DM Series: 3D 형상 계측을 위한 전자동 원자현미경 
   2.1.2 Park Wafer Series: 자동 결함 검사를 위한 전자동 원자현미경(HDD, 반도체 전 공정) 
   2.1.3 Park HDM Series: 자동 결함 검사 및 표면 거칠기 측정을 위한 현미경  
   2.1.4 Park PTR Series: 하드 디스크 헤드 슬라이더의 정확한 인라인 계측을 위한 자동 원자현미경

### 바이오용 제품
3.1 Bio AFM and SICM
   3.1.1 Park NX12-Bio: 다용도 단일 플랫폼 상에 구현된 3종류의 강력한 나노스케일 현미경 
   3.1.2 Park NX10 SICM: 액상환경의 최첨단 나노스케일 이미징 현미경

## 주요 기술력
- 세계 최초로 정량적 측정의 정확도와 재현성을 향상한 비접촉 방식(Non-Contact mode) 구현
- 원자현미경 사용의 어려움과 복잡성을 크게 개선한 SmartScan 개발
- 3D-AFM은 수직면과 오버행 시료의 옆면을 측정할 수 있는 독창적 발명